# 형 (2004년 드라마)
《형》은 2004년 9월 27일에 KBS 2TV에서 방영된 추석 특집 드라마이다.

## 등장 인물
- 박인환 : 지상태 역
- 서인석 : 지현태 역
- 송옥숙 : 이애란 역
- 이혜숙 : 김민희 역
- 이켠 : 이우진 역
- 김재인 : 지화자 역